# Mišo Kovač (album)
Mišo Kovač naziv prvog albuma istoimenog pjavača Miše Kovača izdan 1971. godine. Prema prodanoj tiraži dobio je status Platinasta ploča.

## Popis pjesama
| 1.    | »Proplakat će zora«     | Stjepan Mihaljinec                   | Drago Britvić                                       | Stjepan Mihaljinec | 3:34 |
| 2.    | »Ne reci kuda ideš«     | Stjepan Mihaljinec                   | Drago Britvić                                       | Stjepan Mihaljinec | 2:34 |
| 3.    | »Za mene sreće nema«    | Đorđe Novković                       | Đorđe Novković                                      | Zlatko Dvoržak     | 3:20 |
| 4.    | »Čemu da živim«         | Đorđe Novković                       | Đorđe Novković                                      | Stipica Kalogjera  | 3:48 |
| 5.    | »Tvoje lice«            | Stipica Kalogjera                    | Drago Britvić                                       | Stipica Kalogjera  | 4:30 |
| 6.    | »Reci zbogom«           | Marchetto Cara / William Shakespeare | Marchetto Cara / William Shakespeare / Ivica Krajač | Stipica Kalogjera  | 3:09 |
| 7.    | »Serenada«              | Đorđe Novković                       | Đorđe Novković                                      | Đorđe Novković     | 3:35 |
| 8.    | »Znam da si sama«       | Đorđe Novković                       | Đorđe Novković                                      | Zlatko Dvoržak     | 4:02 |
| 9.    | »Mornaru za sretan put« | Đorđe Novković                       | Đorđe Novković                                      | Stipica Kalogjera  | 3:55 |
| 10.   | »Marija«                | Đorđe Novković                       | Đorđe Novković                                      | Đorđe Novković     | 3:33 |
| 11.   | »Tužno srce moje«       | Đorđe Novković                       | Đorđe Novković                                      | Stipica Kalogjera  | 3:02 |
| 12.   | »Sad živim sam«         | Đorđe Novković                       | Đorđe Novković                                      | Đorđe Novković     | 3:11 |
| 42:37 |                         |                                      |                                                     |                    |      |

## Suradnici na albumu
1971. - LP
- Pero Gotovac - urednik
- Ivan Ivezić - oprema
- Ilija Genić (12), Pero Gotovac 3, 8 i 10), Nikica Kalogjera (5), Stipica Kalogjera (4, 6, 9 i 11), Vinko Lesić (1 i 7) i Stjepan Mihaljinec (2) - dirigenti orkestrima i zborom

2008. - CD reizdanje
- Želimir Babogredac - izdavač
- Ante Viljac - urednik
- Goran Martinac - digital remastering
- Nikša Martinac - redizajn

## Vanjske poveznice
- Mišo Kovač